# Atelier Rorona: The Alchemist of Arland
Az Atelier Rorona: The Alchemist of Arland (ロロナのアトリエ　～アーランドの錬金術師～; Hepburn: Rorona no Atorie ~Aarando no Renkinjutsushi~) japán szerepjáték, melyet a Gust fejlesztett. A játék 2009. június 25-én jelent meg Japánban PlayStation 3 konzolra, később, 2010. szeptember 23-án a kedvező eladásoknak hála csökkentett áron újra kiadták. Az észak-amerikai változat 2010. szeptember 28-án, az európai 2010. október 22-én, míg az ausztrál 2010. október 28-án jelent meg.
Az Atelier Rorona az Atelier sorozat tizenegyedik főjátéka, az Arland alsorozat első tagja. A játék a sorozat első PlayStation 3 konzolra megjelent címe, az első amely háromdimenziós szereplőmodelleket használ a kétdimenziós sprite-ok helyett. Az Atelier Rorona folytatása, az Atelier Totori: The Adventurer of Arland 2010. június 24-én jelent meg Japánban.
A Gust Atelier Rorona Plus: The Alchemist of Arland címen egy remake-et is készített a játékból, mely 2013. november 21-én jelent meg Japánban, míg a nyugati piacokon 2014 júniusában, PlayStation 3 és PlayStation Vita platformokra. A játék Ausztráliában „szexuális erőszakra” hivatkozva „R18+” korhatár-besorolást kapott.

## Játékmenet
Az Atelier Rorona játékmenete négy különálló módra bontható le: a felfedezésre, a harcokra, az alkímiára, valamint a visual novel-stílusú történetszálakra. A barangolás két statikus térképen történik, melyek Arland városát és az azt körülölelő területeket ábrázolják kicsinyített nézetben. A térképről megnyitható területek, így a város vagy az erdők realisztikusabban ábrázolt környezetként jelennek meg, ahol a játékosok beszélgethetnek a helyiekkel, tárgyakat gyűjthetnek vagy szörnyekkel mérkőzhetnek meg. Az ellenfeleket a játékosok szabadon láthatják, így lehetőség van a csaták kikerülésére is. Az ellenfelekkel való érintkezés egy különálló csatamódot hoz fel.
Az Atelier Roronában a harcok körökre vannak osztva, és addig tartanak amíg az egyik fél ki nem kap vagy el nem menekül. A játékosok fizikai támadásokat, tárgyakat, illetve képességeket is bevethetnek, melyek vagy sebzést okoznak a célpontnak vagy felgyógyítják a kijelölt szereplőt. Minden szereplőnek meghatározott számú életpontja van, mely csökken ha sebzést kap vagy bizonyos képességeket használ. Amikor egy szereplő összes életpontját elveszíti, akkor elájul, ha pedig az összes szereplő elhullik a csatában, akkor visszakerülnek a városba. Bizonyos tárgyak és képességek a csata alkotóelemére is befolyással vannak, amik az adott alkotóelem függvényében növelik vagy csökkentik bizonyos képességek hatékonyságát vagy új képességekhez adnak hozzáférést.
Az Atelier Rorona története tizenkét feladatra van felosztva. Mindegyik feladat három hónapot tesz ki a játék történetéből, a játékosnak az adott időszakon belül teljesíteni kell ezeket. Ha a játékosnak nem sikerül teljesíteni egy feladatot, akkor a játéknak vége lesz és egy korábbi játékmenést kell visszatölteni. A cselekmény visual novel-stílusú játékmenet folyamán bontakozik ki, melyben a játékosok szöveges beszélgetéseken halad előre. Ezen szegmensek kevés interakciót igényelnek, hiszen az idő legnagyobb hányadában a játékosoknak csak a képernyőn megjelenő szöveget kell elolvasniuk. A játéknak összesen tizennégy fő-cselekményszála van, ezek megtekintéséhez a játékosoknak többször végig kell játszania a játékot, miközben eltérő feladatokat teljesítenek különböző szereplőknek.

## Fejlesztés
Az Atelier Roronát először 2009. március 13-án, az ASCII Media Works Dengeki PlayStation magazinjában mutatták be. Okamura Josito, a Mana Khemia alsorozat főtervezője látta el a játék rendezői szerepét. A korábbi Atelier-játékok zenei anyagánál is közreműködő Nakagava Ken volt a játék zeneszerzője. Kisida Mel tervezte a játék szereplőit, illetve ő készítette el annak illusztrációit is. Okamurának azért esett Kisidára a választása, akinek ez volt az első videójátékos munkája, mivel Kisida alkotásai egybeesnek a „modern és letisztult képi világról” alkotott képével. Az Atelier Roronát a fejlesztőcsapat tagjai olyan játéknak írták le, mely újraformálja a sorozat kiindulópontjait. A Rorona az Atelier sorozat első címe, melyet PlayStation 3-ra készítettek, illetve az első melyet háromdimenziós grafikával láttak el.

## Fogadtatás
| Összegzőoldal | Értékelés |
| ------------- | --------- |
| GameRankings  | 70%       |
| Metacritic    | 65/100    |

| Szerző   | Értékelés |
| -------- | --------- |
| Famicú   | 30/40     |
| GameSpot | 6/10      |
| IGN      | 5/10      |

Az Atelier Rorona megjelenése napján gyorsan fogyott Akihabarában, délután 1 órára a városrész legtöbb üzletében már nem lehetett kapni a korlátozott példányszámú kiadását. Erre azért került sor, mivel az üzletek többsége az előrendelések végett csak korlátozott számú példányt tudott elkülöníteni a rendes értékesítéshez. A játék 2009. június 22-e és június 28-a között 43 000 eladott példánnnyal a harmadik legkelendőbb játékszoftver volt. A következő héten 11 000 példánnyal a kilencedik helyre esett vissza. Az Atelier Rorona a 2009. július 9-i héten a japán Amazon weboldal legkelendőbb PlayStation 3-játéka volt. A játék a következő héten a második helyre esett vissza, ami egyben az utolsó szereplése volt az eladási listán. Az Atelier Roronából becslések alapján összesen közel 70 000 példány kelt el, amivel az a sorozat addigi leggyorsabban és legjobban fogyó címe lett a 2004-ben megjelent Atelier Iris: Eternal Mana óta. 2009 decemberében a Gust bejelentette, hogy elégedettek az Atelier Rorona eladásaival, mivel annak összeladása meghaladja a 130 000 példányt Japánban. Az Atelier Rorona nyugaton is viszonylag szépen teljesített, amivel világszerte az eladásokat 200 000 példányra tolta ki.